# Sobór św. Aleksandra Newskiego w Mścisławiu
Sobór św. Aleksandra Newskiego – prawosławny sobór w Mścisławiu, w dekanacie mścisławskim eparchii mohylewskiej i mścisławskiej Egzarchatu Białoruskiego Patriarchatu Moskiewskiego.

## Historia
Cerkiew została zbudowana w 1870. Według miejscowej tradycji na miejscu tym znajdowała się jedna z najstarszych cerkwi prawosławnych w Mścisławiu pod wezwaniem św. Atanazego, która pod naciskiem jezuitów została zamknięta i przeniesiona na cmentarz. Na jej zaś miejscu w 1727 chorąży witebski Jan Hurko wzniósł kompleks kościelno-klasztorny dla bernardynów. W 1857 władze carskie nakazały przekształcenie kościoła w cerkiew, której nadano wezwanie św. Atanazego. Według niektórych źródeł obecnie istniejący sobór został wzniesiony właśnie poprzez przebudowę kościoła pobernardyńskiego i ostatecznie wyświęcony ku czci św. Aleksandra Newskiego w związku z 650. rocznicą narodzin świętego, inne podają, że cerkiew urządzona w dawnym kościele spłonęła już w 1858, a nowa świątynia prawosławna powstała na jej miejscu. 
Na wyposażeniu cerkwi pozostają dwie otoczone szczególnym kultem ikony: wizerunek patrona soboru z cząsteczką relikwii oraz kopia Iwerskiej Ikony Matki Bożej, którą poświęcono w Moskwie na uroczystościach koronacyjnych Mikołaja II. W budynku znajduje się trzyrzędowy ikonostas.
Budowla posiada status zabytku o znaczeniu republikańskim.

## Architektura

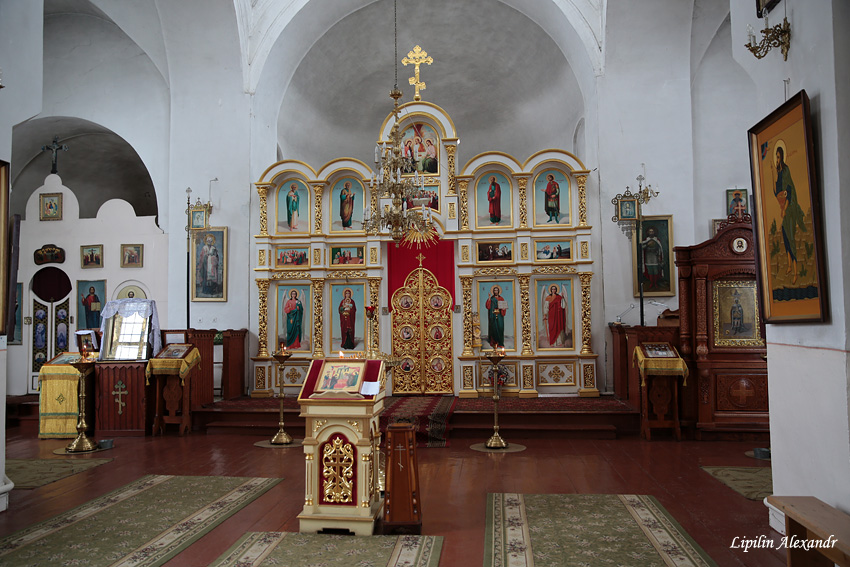
Wnętrze świątyni

Sobór zbudowany jest w stylu eklektycznym. Jest to świątynia krzyżowo-kopułowa, z trzema zamkniętymi półkoliście absydami. W miejscu skrzyżowania naw posiada cebulastą kopułę położoną na ośmiobocznym bębnie. Druga cebulasta kopuła wieńczy położoną nad przedsionkiem dwukondygnacyjną wieżę-dzwonnicę. Sobór posiada troje zdobionych portalami drzwi: od frontu oraz z obydwu boków. Świątynię zdobi fryz i dekoracyjne obramowania okien. Wejście na teren świątyni prowadzi przez bramę z niską wieżą.